# شون ريفرز
شون ريفرز هو لاعب هوكي الجليد كندي، ولد في 30 يناير 1971 في أوتاوا في كندا.

## وصلات خارجية
- شون ريفرز على موقع دوري الهوكي الوطني (الإنجليزية)
- شون ريفرز على موقع قاعة مشاهير الهوكي (لاعب أن.إتش.أل) (الإنجليزية)
- شون ريفرز على موقع EliteProspects.com (الإنجليزية)
- شون ريفرز على موقع HockeyDB.com (الإنجليزية)
- شون ريفرز على موقع Hockey-Reference.com (الإنجليزية)